# Nimrod (álbum de Green Day)
Nimrod es el quinto álbum de estudio de la banda estadounidense de punk Green Day, publicado el 14 de octubre de 1997 a través del sello discográfico Reprise Records. El grupo empezó a trabajar en el álbum a raíz de la cancelación de una gira europea después del lanzamiento de Insomniac. Grabado en Conway Studios en Los Ángeles, el álbum fue escrito con la intención de crear canciones sólidas en lugar de un álbum coherente. Como resultado, Nimrod se caracteriza por su experimentación y diversidad musical, además contiene elementos de música folk, surf rock, y ska. Los temas líricos discutidos en el álbum incluyen la madurez, la reflexión personal y la paternidad.
En los Estados Unidos alcanzó el puesto número diez en la lista Billboard 200 y fue certificado doble platino por la Recording Industry Association of America (RIAA). El disco también recibió la certificación de triple platino en Australia y doble platino en Canadá. Nimrod recibió críticas generalmente positivas, donde los críticos elogiaron la composición de Armstrong. Del álbum salió el exitoso sencillo, «Good Riddance (Time of Your Life)», que apareció en numerosos eventos de la cultura popular, incluyendo el final de la serie Seinfeld en 1998. Green Day también se embarcó en una extensa gira para promocionar el álbum.

## Antecedentes
En 1995, la banda lanzó al mercado Insomniac, el cual no se desempeñó tan bien dentro de la crítica y en el ámbito comercial como lo hizo Dookie en 1994. Al hablar de Insomniac, el vocalista y guitarrista Billie Joe Armstrong señaló: «Le fue mucho mejor de lo que pensé... Desde el sonido del mismo, sabíamos que no iba a vender tanto como Dookie». A principios de 1996, el grupo se embarcó en una extensa gira mundial para promocionar el álbum, en donde tocaron en grandes estadios que contrastaban con los pequeños clubes a los que estaban acostumbrados. Los miembros estaban cada vez más incómodos con el nivel de estrellato que habían alcanzado; Armstrong recordó: «Nos estábamos convirtiendo en las cosas que odiábamos, tocando en los grandes estadios. Estaba dejando de ser divertido».
Green Day también se volvió nostálgico ya que estar de gira obligó a los miembros a dejar atrás a sus familias. A fines de 1996, la banda finalmente decidió cancelar la etapa europea de la gira de Insomniac para pasar tiempo en sus casas. Durante ese tiempo, la banda continuó escribiendo, y finalmente completaron más de tres docenas de canciones nuevas para principios de 1997. Aunque el último álbum producido con Rob Cavallo había sido considerado una decepción, la banda no contempló la elección de alguien más para trabajar en Nimrod, ya que los miembros vieron a Cavallo como un «mentor».

## Música y contenido lírico
Nimrod es musicalmente más variado que los anteriores álbumes de Green Day. Armstrong señaló que con el álbum, Green Day paso por «caminos diferentes», y agregó: «Cada canción tiene su propio carácter e identidad, así que queríamos ser capaces de llevar a cabo esa medida lo más posible». Sandy Masuo de Los Angeles Times comparó «Worry  Rock» con la música de Elvis Costello.
Las letras son un poco más sofisticadas que en anteriores composiciones. «Hitchin 'a Ride», «All the Time» y «Walking Alone» tratan sobre el alcoholismo. «Platypus (I Hate You)» y «Take Back» son canciones de odio. «King for a Day» trata de un travesti. «Prosthetic Head» es sobre el punto de vista de Armstrong hacia la gente en Hollywood que cree falsa. «Haushinka» fue escrita sobre una niña que Armstrong se reunió en una gira por Japón. «Reject» surgió por incidente en el que un niño recibe uno de los álbumes anteriores de Green Day, «Insomniac», para su octavo cumpleaños de su abuela. El niño comenzó a cantar canciones de la banda (con letras muy explícitas), y su madre se enojó y escribió una carta de queja hacia Armstrong, Armstrong le respondió esa carta, y esta canción se basa en esa respuesta.
«The Grouch» y «Redundant» son a la vez la vida de casados. En el primer caso, Billie Joe se queja de que su familia lo arrastra hacia abajo, y este último puede ser interpretado como una disculpa a su esposa.

## Lista de canciones
| Nimrod |                                     |          |  |
| N.º    | Título                              | Duración |  |
| 1.     | «Nice Guys Finish Last»             | 2:49     |  |
| 2.     | «Hitchin' a Ride»                   | 2:51     |  |
| 3.     | «The Grouch»                        | 2:12     |  |
| 4.     | «Redundant»                         | 3:17     |  |
| 5.     | «Scattered»                         | 3:02     |  |
| 6.     | «All the Time»                      | 2:10     |  |
| 7.     | «Worry Rock»                        | 2:27     |  |
| 8.     | «Platypus (I Hate You)»             | 2:21     |  |
| 9.     | «Uptight»                           | 3:04     |  |
| 10.    | «Last Ride In»                      | 3:47     |  |
| 11.    | «Jinx»                              | 2:12     |  |
| 12.    | «Haushinka»                         | 3:25     |  |
| 13.    | «Walking Alone»                     | 2:45     |  |
| 14.    | «Reject»                            | 2:05     |  |
| 15.    | «Take Back»                         | 1:09     |  |
| 16.    | «King for a Day»                    | 3:13     |  |
| 17.    | «Good Riddance (Time of Your Life)» | 2:34     |  |
| 18.    | «Prosthetic Head»                   | 3:38     |  |
| 49:09  |                                     |          |  |

| Versión de Australia |                |          |  |
| N.º                  | Título         | Duración |  |
| 19.                  | «Suffocate»    | 2:54     |  |
| 20.                  | «Do Da Da»     | 1:30     |  |
| 21.                  | «Desensitized» | 2:48     |  |
| 22.                  | «You Lied»     | 2:26     |  |
| 58:48                |                |          |  |

| Versión de Japón |                |          |  |
| N.º              | Título         | Duración |  |
| 19.              | «Desensitized» | 2:49     |  |
| 51:58            |                |          |  |

## Posicionamiento en listas

### Semanales
| Alemania       | German Albums Chart      | 31 |
| Australia      | Australian Albums Chart  | 3  |
| Austria        | Austrian Albums Chart    | 28 |
| Canadá         | Canadian Albums Chart    | 4  |
| Estados Unidos | Billboard 200            | 10 |
| Finlandia      | Finnish Albums Chart     | 40 |
| Francia        | French Albums Chart      | 43 |
| Irlanda        | Irish Albums Chart       | 34 |
| Nueva Zelanda  | New Zeland Albums Chart  | 22 |
| Países Bajos   | Netherlands Albums Chart | 80 |
| Reino Unido    | UK Albums Chart          | 11 |
| Suecia         | Swedish Albums Chart     | 36 |
| Suiza          | Swiss Albums Chart       | 33 |

### Anuales
| Año  | País      | Lista                   | Posición |
| ---- | --------- | ----------------------- | -------- |
| 1998 | Australia | Australian Albums Chart | 56       |
| 1999 | Australia | Australian Albums Chart | 84       |

### Certificaciones
| País           | Organismo certificador | Certificación | Ventas certificadas | Ref.   |
| -------------- | ---------------------- | ------------- | ------------------- | ------ |
| Australia      | ARIA                   | 3× Platino    | 210 000             | [ 17 ] |
| Brasil         | ABDP                   | Oro           | 20 000              | [ 18 ] |
| Canadá         | MC                     | 2× Platino    | 200 000             | [ 19 ] |
| Estados Unidos | RIAA                   | 2× Platino    | 2 000 000           | [ 20 ] |
| Reino Unido    | BPI                    | Platino       | 300 000             | [ 21 ] |

## Créditos y personal
| - Ken Allardyce: ingeniería - Billie Joe Armstrong: voz principal, composición, guitarra, armónica - Chris Bilheimer: dirección de arte, diseño, fotografía - Stephen Bradley: trompa - Snorri Brothers: fotografía - David Campbell: arreglos de trompa y cuerda - Bob Cavallo: management - Rob Cavallo: producción - Tré Cool: batería, bongó, pandereta | - Mike Dirnt: bajo, coro - Mike "Sack" Fasano: técnico en batería - Tony Flores, Mike Dy, Barry Goldberg, Bill Kinsley, Wes Seidman: ingenieros adicionales - Petra Haden: violín - Cheryl Jenets: A&R - Chris Lord-Alge: mezcla - Conan McCallum: violín - Gabrial McNair: trompa - Bill Schneider: técnico en guitarra |

Fuente: Allmusic y folleto de Nimrod.